# Île des Aubins
L'île des Aubins est une île de l'Oise faisant partie du territoire de la commune de Bruyères-sur-Oise (Val-d'Oise). 

## Description
Ile artificielle, elle s'étend sur plus de 1,2 km de longueur pour une largeur d'environ 550 m. Elle est traversée d'ouest en est par la route départementale 922 et est sillonnée de chemins et routes communales.  
Le site regorge de milieux diverses grâce à l’hétérogénéité de son sol. Elle abrite une importante flore (cornifle submergé, euphorbe raide, prunellier à gros fruits, chiendent des champs, petit basilic, guimauve officinale, laîche raide, grande prêle, pissenlit gracile...) ainsi que soixante espèces d’oiseaux dont deux rares, la bergeronnette des ruisseaux et le martin-pêcheur. Il y a aussi des lépidoptères comme le demi-deuil, le petit mars changeant ou la zygène de la filipendule.

## Histoire
Elle a été créée en 1973 pour faciliter le passage de bateaux dans un canal de dérivation. L'Office national des forêts avait en charge sa gestion depuis 1993 mais le Conseil départemental du Val-d'Oise l'a reprise en 2008. 
Une villa gallo-romaine y est identifiée lors des travaux de création de l'île.